# Apostolisches Exarchat Harbin
Das Apostolische Exarchat Harbin (lateinisch Exarchatus Apostolicus Harbinensis, formaliter Apostolisches Exarchat für die Russen des byzantinischen Ritus und alle Katholiken eines orientalischen Ritus in China) ist ein mit der römisch-katholischen Kirche uniertes russisch griechisch-katholisches Exarchat in der Volksrepublik China mit Sitz in Harbin.
Diese Diözese wird zwar im Annuario Pontificio genannt, es gibt aber weder bestellte Seelsorger noch eine Angabe zur Anzahl der Gläubigen.

## Geschichte
Die Päpstliche Kommission Pro Russia errichtet am 20. Mai 1928 durch das Dekret Fidelium Russorum das Exarchat. Es wurde eine Gerichtsbarkeit über die Gläubigen des byzantinischen (griechisch-katholischen) Ritus der russischen Minderheit in China in der Mandschurei errichtet. Formal wäre dieses Exarchat für alle Orientalischen Riten (katholische Ostkirchen) zuständig. Seit 1953 wird die Seelsorge nicht mehr besetzt. Diese Kirchengemeinschaft blieb immer sehr klein und zählt heute vielleicht 3.500 Gläubige.

## Apostolische Exarchen von Harbin
- Fabian Abrantowicz MIC (31. Mai 1928 bis 1939, zurückgetreten)
- Andrzej Cikoto MIC (20. Oktober 1939 bis 13. Februar 1953, gestorben)